# ناحیه خنشله
ناحیه خنشله (به عربی: دائرة خنشلة) یک ناحیه در الجزایر است که در استان خنشله واقع شده‌است.